# 超強台風
『超強台風』（英題: Super Typhoon）は、フォン・シャオニン監督による2008年の中国の映画作品。

## キャスト
| 役名         | 俳優               | 日本語吹替   |
| ------------ | ------------------ | ------------ |
| 市長         | ウー・ガン         | 小杉十郎太   |
| 気象学者     | ソン・シャオイン   | 水野ゆふ     |
| 研修医       | リウ・シャオウェイ | 合田絵利     |
| 町長         | イン・グォホワ     | 中西としはる |
| 出稼ぎ労働者 | ジョウ・ジェンポー | 岩崎正寛     |

- その他の声の吹き替え：山根舞／玉野井直樹／野沢聡／森源次郎／かぬか光明／遠藤大智／板取政明／牛田裕子／高橋里枝／堂坂晃三／名村幸太朗